# Klein Rogahn
Klein Rogahn is een gemeente in de Duitse deelstaat Mecklenburg-Voor-Pommeren, en maakt deel uit van het Landkreis Ludwigslust-Parchim.
Klein Rogahn telt 1.336 inwoners.